# Pàmfil
|  | Aquest article tracta sobre el vaixell de rems. Vegeu-ne altres significats a «Pàmfil (desambiguació)». |

El pàmfil era un vaixell de rems, de la família de la galera, no gaire gran, però amb una borda més alta que l'uixer.
Hi havia pàmfils destinats al comerç i pàmfils destinats a la guerra. No tenia castells a proa ni a popa. Solia tindre uns cent rems i només posseïa una coberta. Els pamphylos de l'època bizantina eren una versió menor del dromon.
A l'obra Tactica, de l'emperador Lleó VI el Filòsof, s'aconsella que el comandant d'un estol de guerra vagi en un pàmfil (més petit que un dromon, però més veloç i maniobrer).

## Documents
Hi ha referències sobre els pàmfils de l’Imperi Romà d’Orient. Però també sobre pàmfils dels segles catorze i quinze. Alguns exemples de documents a continuació.
- 1374.[7]

- 1379.[8]

- 1390.[9]

- 1405.[10]